# Christie (krater)
För andra betydelser, se Christie (olika betydelser).
Christie är en nedslagskrater med en diameter på 23 kilometer, på planeten Venus. Christie har fått sitt namn efter den brittiska författarinnan Agatha Christie.